# Urbania
Urbania ist eine italienische Gemeinde mit 6891 Einwohnern (Stand 31. Dezember 2023) in der Region Marken. Bis 1636 trug sie den Namen Casteldurante. Sie wurde zu Ehren von Papst Urban VIII. umbenannt, unter dessen Pontifikat sie 1631 zum Kirchenstaat gelangte und der ihr das Stadtrecht verlieh.

## Lage

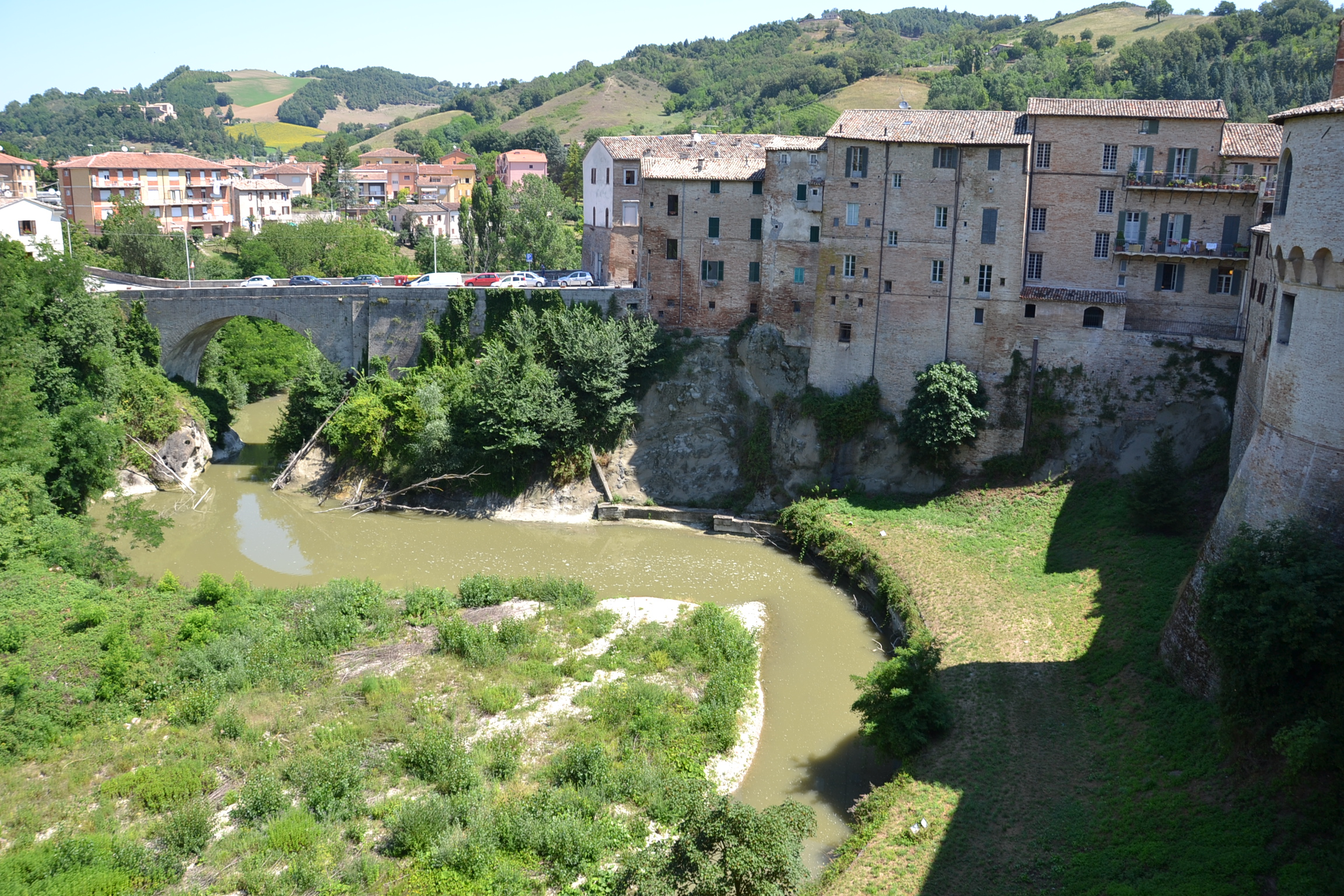
Der nördliche Zugang zur Stadtmauer Urbanias über den Fluss Metauro

Urbania liegt rund 16 km südwestlich der Stadt Urbino im östlichen umbrisch-marcheggianischen Apennin, südlich der historischen Landschaft Montefeltro am Oberlauf des Flusses Metauro, dessen Verlauf die römische Via Flaminia Minor, eine alte Apennin-Querung, heute als italienische Staatsstraße 73 bis (E 78) folgt. Die Berge im Süden der Gemeinde steigen bis auf 791 m an (Monte dei Torrini), der Ortskern im Tal liegt auf 273 m Höhe über dem Meeresspiegel.

## Geschichte
Urbania wurde gelegentlich mit dem Ort des römischen Municipium Urbinum metaurense identifiziert. Seit dem Mittelalter ist der Ort unter dem Namen Castel delle Ripe belegt. Er war eine freie guelfische Gemeinde und wurde als solche 1277 vom Ghibellinen Galasso da Montefeltro aus Urbino zerstört. Die überlebende Bevölkerung floh ins nahe gelegene Benediktiner-Kloster San Cristoforo und begann in dessen Nähe um 1284 mit der Errichtung einer neuen Stadt, die der Provençale Guillaume Durand (ital. Guglielmo Durante) als päpstlicher Legat und Gouverneur der Romagna und der Mark Ancona befestigte, worauf sie den Namen Casteldurante annahm.
Später gelangte die Stadt für die Dauer von zwei Generationen unter die Herrschaft der Brancaleoni, dessen letzten Herrschers Alberico Brancaleoni sich die Bevölkerung entledigte und sich dem Herzogtum von Urbino anbot, zu dem Casteldurante seitdem gehörte. Unter den Della Rovere, die in Urbino auf die Herrscherfamilie der Montefeltro folgten, wurde der Palazzo Brancaleoni restauriert und von einer Gruppe von Architekten, darunter Francesco di Giorgio Martini, Annibale della Genga und Paolo Scirri zu einer Sommerresidenz ausgebaut. Der Letzte Rovere-Herrscher, Francesco Maria II. lebte ausschließlich im Schloss von Urbania und wurde nach seinem Tod auch hier begraben. Nach seinem Tod fiel das gesamte Herzogtum an den Kirchenstaat, dessen historisches Schicksal es fortan teilte. Papst Urban VIII. verlieh dem Ort Stadtrecht und erhob ihn in den Rang einer Diözese, worauf er seinen heutigen Namen annahm.

## Wappen
Das Wappen Urbanias zeigt auf blauem Grund einen klerikalen rot-weißen Sonnenschirm über einer goldenen Lilie, darüber je einen roten und silbernen Schlüssel, gekrönt von drei Bienen in natürlichen Farben. Die drei Bienen entstammen dem Wappen Papst Urbans VIII. Der Papst selbst hatte die ursprünglichen Viehbremsen (tafani) der Barberini in seinem Familienwappen durch goldene Bienen ersetzen lassen. Die goldene Lilie ist das Symbol der Guelfen.

## Wirtschaft

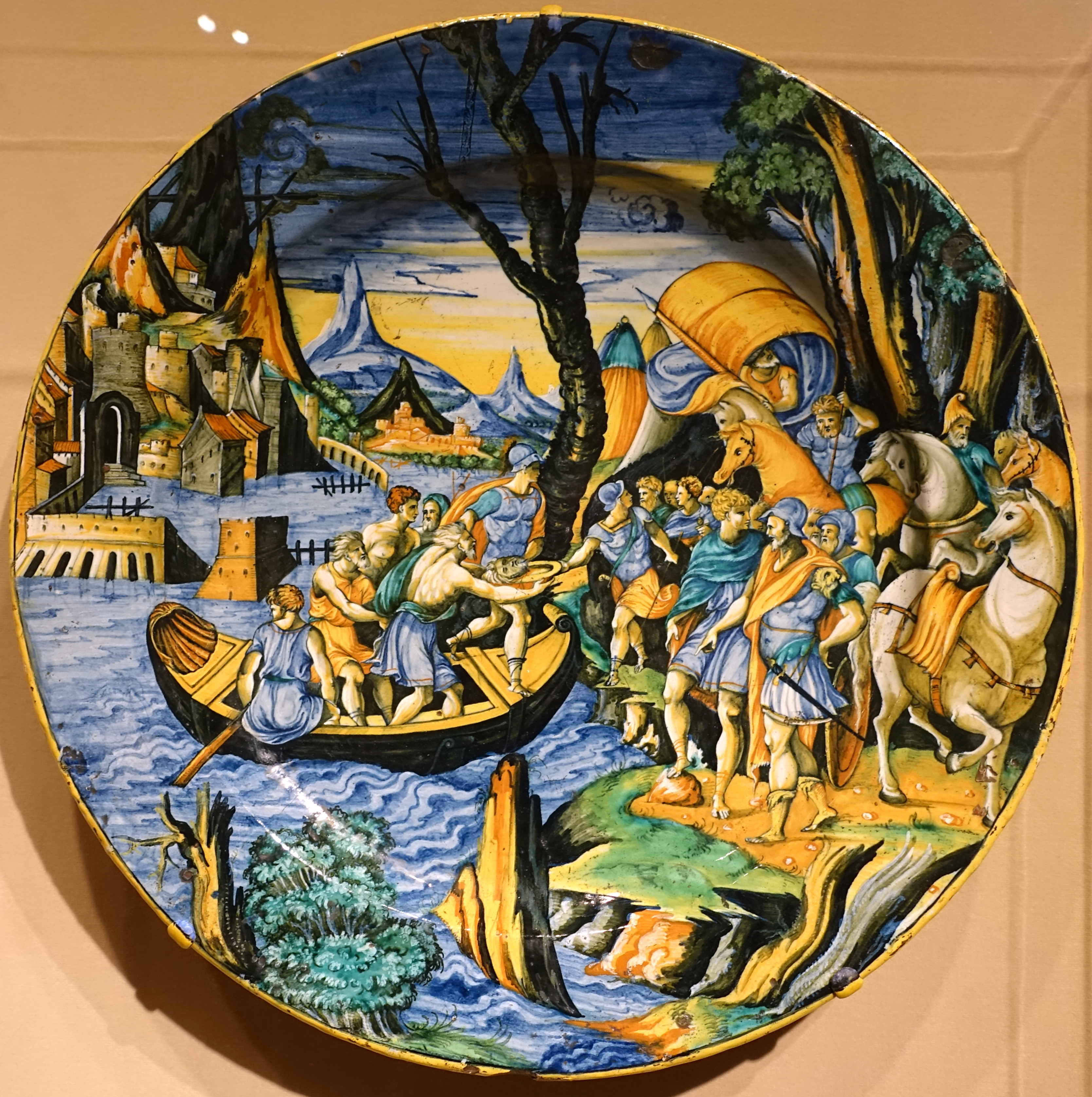
Majolika-Teller aus Urbania, Princeton University Art Museum

Etwa im 13. Jahrhundert begann in Casteldurante die Majolika-Produktion. Die Töpfermeister der Stadt gehörten in Renaissance und Barock zu den berühmtesten Italiens, einige der Stücke sind in den Museen der Provinz und darüber hinaus weltweit ausgestellt. Die Tradition der Töpferei und ihrer Bemalung erreichte durch die Familie Albani im 19. Jahrhundert einen weiteren Höhepunkt und hat sich bis heute gehalten. Die Keramiken mit ihren kräftigen, charakteristischen Farben gehören heute zu den Souvenirs der Touristenstadt Urbania.
Das ursprünglich landwirtschaftlich geprägte Urbania ist außerdem bedeutend in der Produktion von Jeansstoffen, die Ende der 1950er Jahre durch den Pfarrer Don Corrado Catani begründet wurde. Die Fabriken der Stadt liefern Stoffe für die gesamte italienische Modeindustrie und haben dem Industriegebiet im Metauro-Tal die Namen Valle del Jeans („Tal der Jeans“) und Valle Blu („Blaues Tal“) eingebracht. Zu den hier produzierenden Betrieben gehören die Firmen Incom, Ideal Blue, Italian Fashion, Quadrifoglio und Blue-Line.
Wichtiger Wirtschaftsfaktor ist heute auch der Tourismus, Urbania legt hier einen Schwerpunkt auf Bildungsreisende, die zu Kunstreisen, Töpfer- und Sprachkursen oder natur- und umweltbezogenen Reisen in die Stadt kommen.

## Sehenswürdigkeiten

### Chiesa e Convento di San Francesco

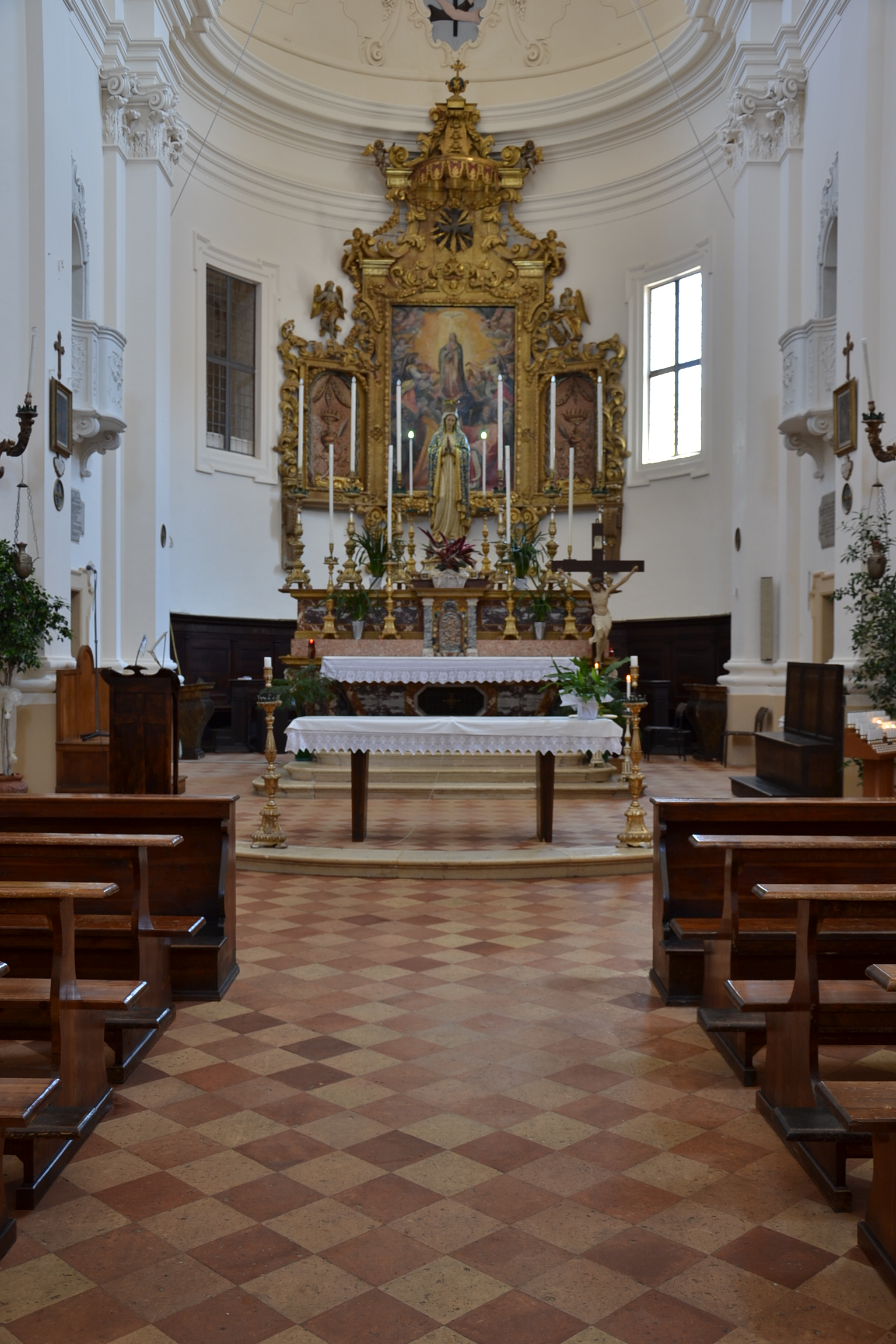
Der Altar der Franziskanerkirche mit einem Gemälde der Maria Immaculata von Giorgio Picchi von 1582

Die Kirche von San Francesco wurde im Jahre 1215 zusammen mit dem Kloster der Franziskaner errichtet und ist der älteste Klosterbau nach der Abtei von San Cristoforo. Rechtsseitig befindet sich ein romanischer Glockenturm aus dem 14. Jahrhundert. Die Kirche gehört dem Konvent der Franziskaner. Auf einem Seitenaltar der Kirche befindet sich ein Gemälde aus dem Jahre 1586 von Giorgio Picchi, welches die Geburt Christi darstellt. Auf einem weiteren Seitenaltar ist die Kreuzigung Christi (um 1597) von Agostino Apolloni zu sehen.

### Dom San Cristoforo
Der Dom geht auf die Zeit um das Jahr 1000 zurück, erhielt seine heutige Gestalt aber in Renaissance und Barock, die Fassade stammt aus dem 19. Jahrhundert. Ein Teil des Kirchenschatzes ist im Diözesanmuseum (Museo Arcidiocesano) ausgestellt.

### Chiesa del Crocifisso
Die Kirche ist die Grablege des Herzogs Francesco Maria II. della Rovere. In ihr findet sich ein Marienbild des Federico Barocci.

### Chiesa dei Morti

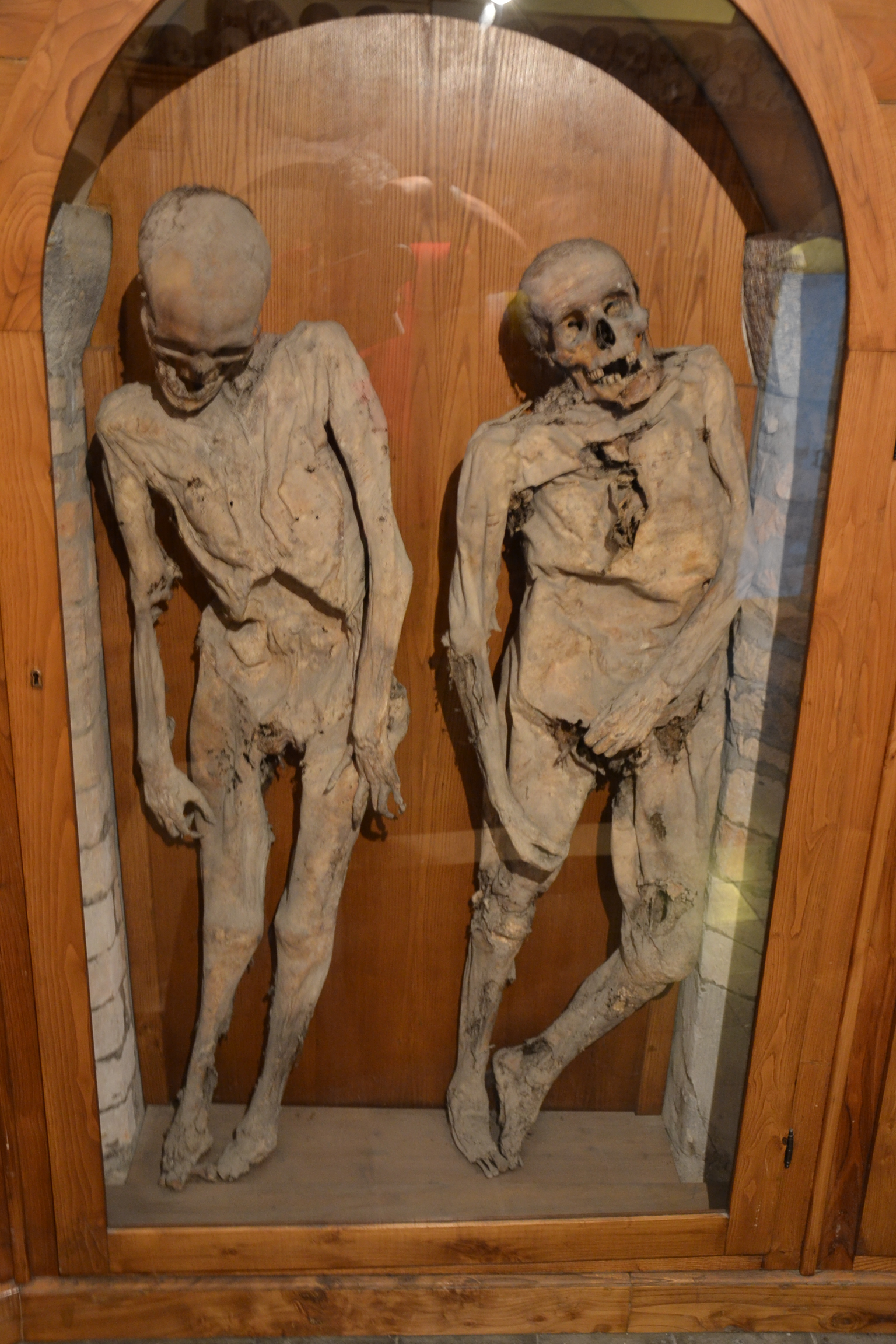
Mumien aus der Kirche der Toten, konserviert durch einen Pilz, die 1833 ausgegraben und ausgestellt wurden

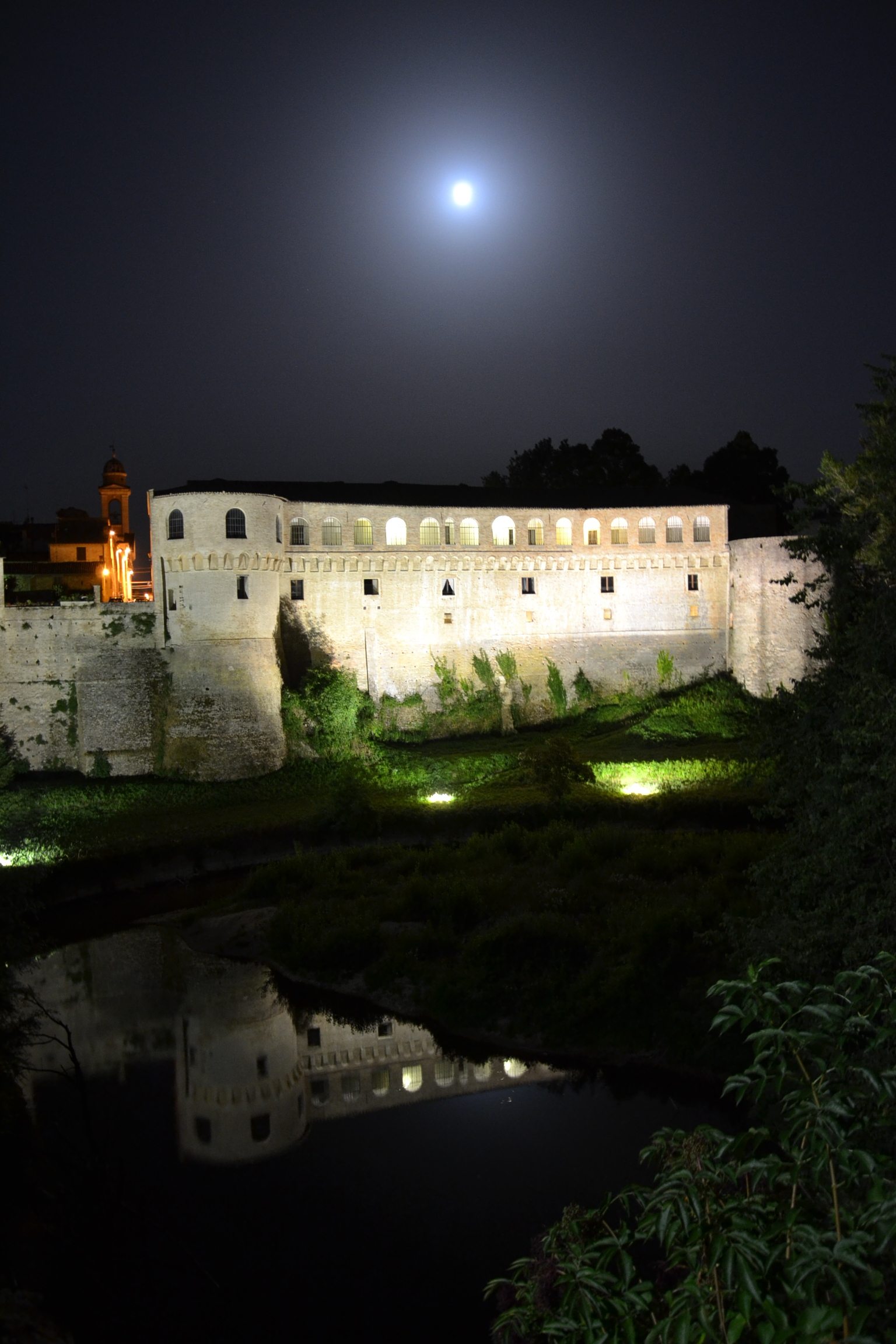
Der Herzogliche Palast spiegelt sich im Metauro bei Nacht

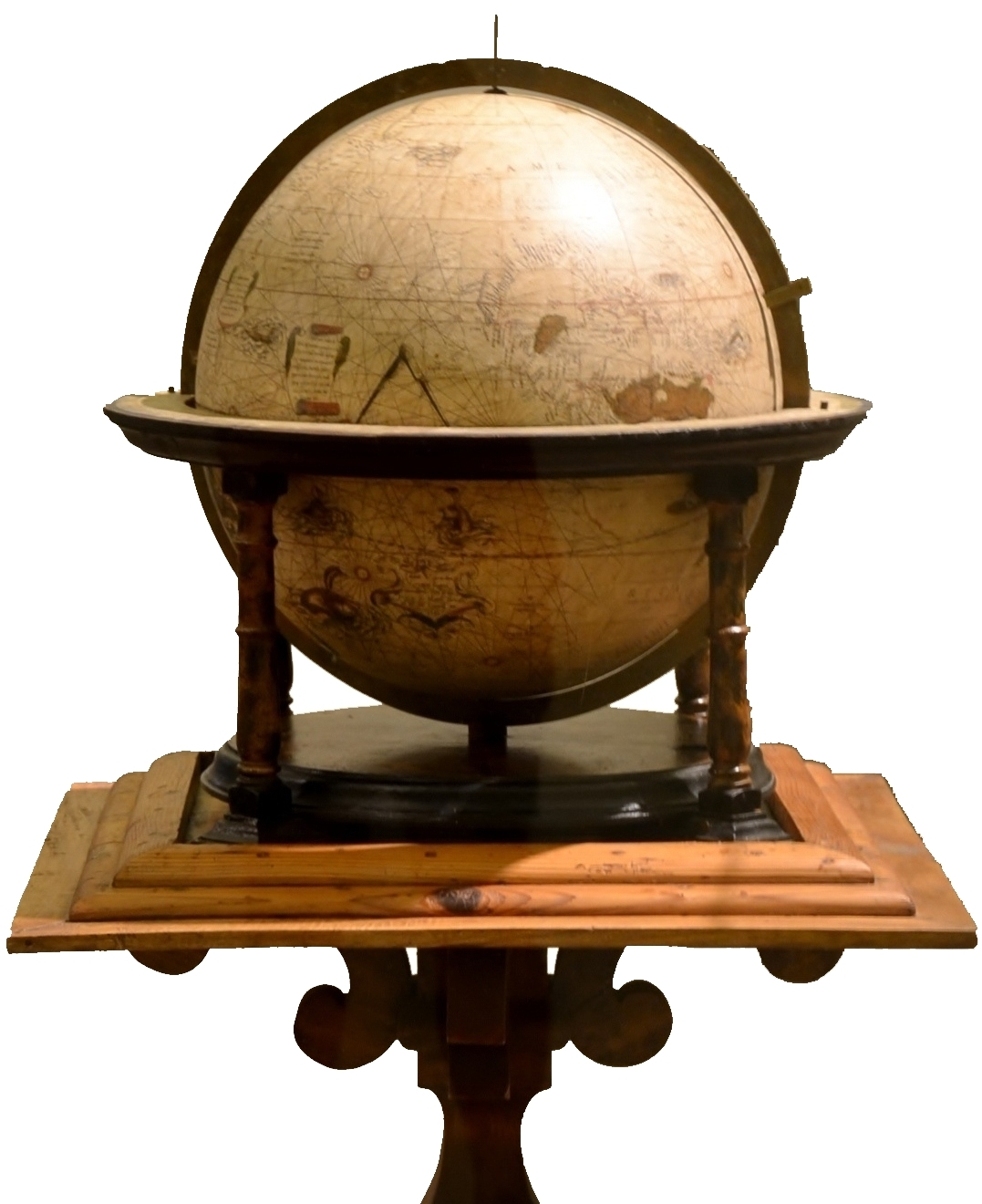
Erdglobus signiert von Mercator mit dem Datum 1541; steht heute in Urbania und soll einer der 22 bestehenden Globen sein

Die Kapelle wurde 1380 im Auftrag der Eheleute Cola di Cecco und Antonia di Filippuccio errichtet und daher Cappella Cola genannt. 1816 wurde die Kapelle übergeben und in der Folge Chiesa dei Morti, also „Kirche der Toten“ genannt. Hinter dem Altar sind 18 durch den Schimmelpilz hipha bombicina Pers. auf natürliche Weise konservierte Leichen ausgestellt. Die „Bruderschaft des guten Todes“ (Confraternità della Buona Morte) bestattete hier seit 1567 Tote kostenlos und betreute die Hinterbliebenen. Die mumifizierten Leichen gelangten aus umliegenden Gräbern 1833 in die Kirche, als aufgrund eines Edikts von Napoleon innerstädtische Friedhöfe aufgehoben werden mussten und man den Zustand der Körper entdeckte.

### Palazzo Ducale
Der Herzogliche Palast (Palazzo Ducale), der das Museo Civico di Urbania-Casteldurante mit angeschlossener Bibliothek und Pinakothek beherbergt, wurde am Ende des 14. Jahrhunderts durch die Brancaleoni erbaut und unter den della Rovere im Stile der Renaissance umgestaltet. Das Museum zeigt vor allem eine umfangreiche Majolika-Sammlung, außerdem Grafiken, Zeichnungen und etwa 100 Gemälde. Bedeutend sind zwei Globen des deutschen Naturwissenschaftlers Gerhard Mercator aus dem 16. Jahrhundert.

### Teatro Bramante
Das Stadttheater von Urbania wurde 1864 über den Mauern einer Befestigungsanlage errichtet und zu Ehren von Donato Bramante, dessen Geburt die Stadt in ihren Mauern reklamiert, nach ihm benannt.

### Barco Ducale

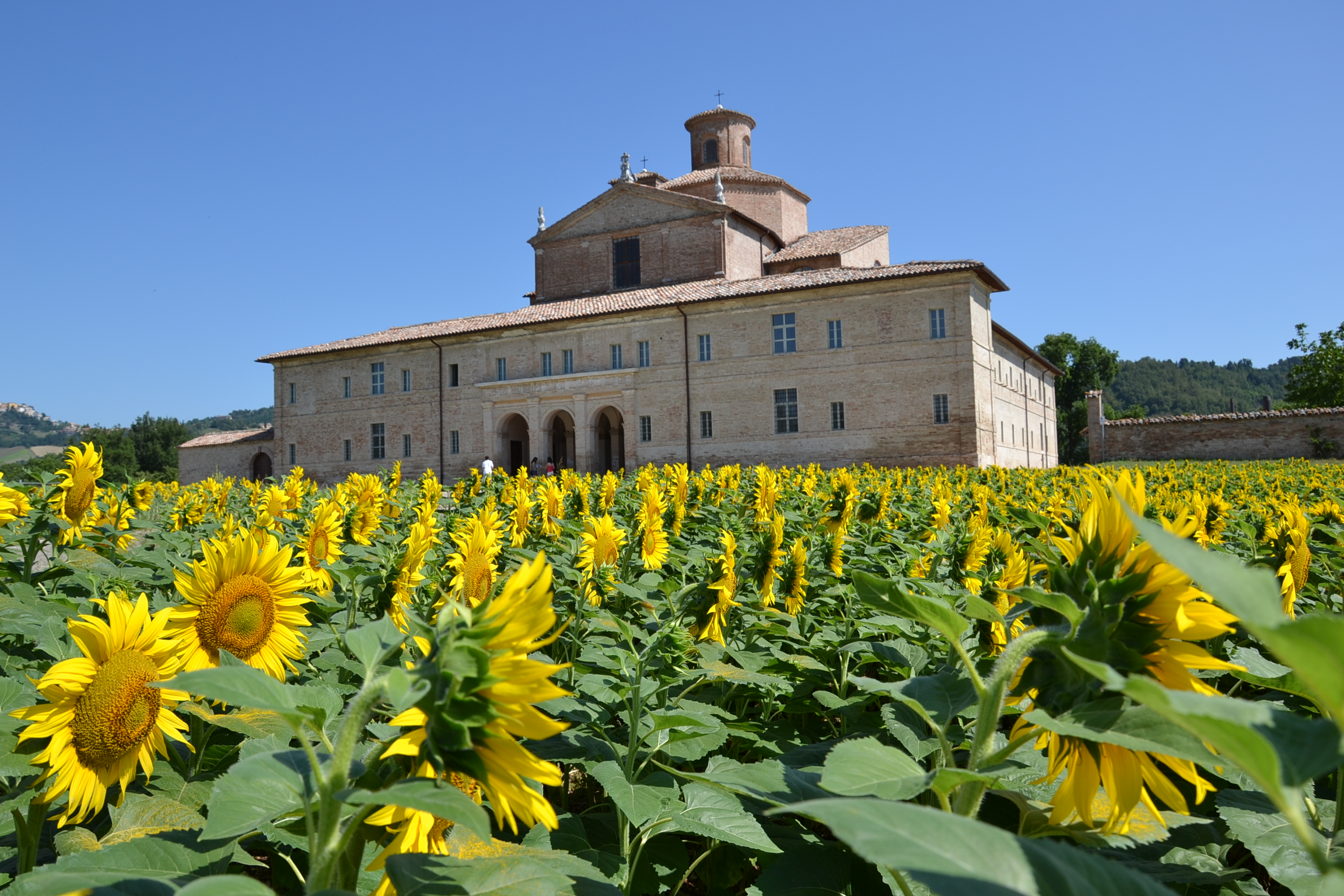
Der Haupteingang des Barco Ducale

Einen Kilometer nordwestlich des Zentrums befindet sich in einem Park das 1465 erbaute Jagdschloss der Herzöge von Urbino. Es liegt am Metauro und war vom Palazzo Ducale aus mit Booten zu erreichen. Zu Beginn des 16. Jahrhunderts wurde der Bau von Girolamo Genga, ein weiteres Mal nach einem Erdbeben 1741 bis 1771 renoviert, wobei eine Kirche eingebaut wurde. Einige Räume des Schlosses sind der Öffentlichkeit zugänglich.

## Söhne und Töchter der Gemeinde
- Luigi Conti (1941–2021), römisch-katholischer Geistlicher, Erzbischof von Fermo